# Divya Narendra
Divya Narendra, född 18 mars 1982 i Bronx i New York, är en amerikansk affärsman. Han är ordförande för och grundare av SumZero tillsammans med klasskamraten från Harvard Aalap Mahadevia. Han var också medgrundare till HarvardConnection (som senare bytte namn till ConnectU) vid Harvard-universitetet, tillsammans med bröderna Cameron och Tyler Winklevoss.
Tillsammans med bröderna stämde Narendra Facebook-skaparen Mark Zuckerberg på 65 miljoner dollar då de ansåg att Zuckerberg hade använt idén för HarvardConnection för att skapa sin sociala mediasajt. Divyas och Winklevoss stämning var handlingen i filmen The Social Network från 2010.